# Six Degrees of Inner Turbulence
Six Degrees of Inner Turbulence je šesté studiové album progresivní metalové kapely Dream Theater, vydané jako dvojalbum 29. 1. 2002 od Elektra Records. Je to první studiové album Dream Theater, které má titulní skladbu.

## Koncept Alba
Album je typ koncepčního alba, přičemž prvních pět písní, které jsou na prvním disku, obsahují témata celoživotního boje, jako je například alkoholismus, ztráta víry, sebeizolace, posvátnost života a smrti. Šestá píseň, která svojí délkou 42 minut je na druhém disku a je rozdělená do osmi částí, zkoumá příběhy šesti jedinců, kteří trpí různými duševními chorobami. Jsou zde zmiňované bipolární a posttraumatické stresové poruchy, schizofrenie, poporodní deprese, autismus a disociativní porucha osobnosti. Kromě toho, název alba může také znamenat, že každá píseň na albu může být považována za jinou formu vnitřní turbulence. Hudební styly, každé části titulní skladby jsou přímými odkazy na širokou škálu vlivů kapely. Můžeme zde slyšet vlivy klasické hudby, folku, jazzu a metalové styly.

## Písně

### The Glass Prison
První skladba alba "The Glass Prison", je první částí skladeb známých jako Twelve-step Suite, kde se Mike Portnoy zabývá příběhem o rehabilitaci z alkoholismu. Někdy se k těmto skladbám také přidává i píseň Mirror z alba Awake. Další skladby Twelve-step Suite se objevují na dalších albech. "The Glass Prison" se skládá ze tří částí: Reflection, Restoration a Revelation. Mike Portnoy se inspiroval dvanácti kroky v programu od Billa W. pro obnovu alkoholiků, kterým si sám prošel. Navíc skladba začíná gramofonovým šumem, kterým skončila skladba "Finally Free " z předešlé desky Metropolis Pt. 2: Scenes from a Memory.

### Blind Faith
„Blind Faith" se zabývá otázkami náboženské víry. Text ke skladbě napsal James Labrie, což bylo také poprvé, kdy napsal texty pro více než jednu píseň na albu.

### Misunderstood
V písni "Misunderstood" John Petrucci napsal a nahrál kytarové sólo, a poté jej obrátil. Pak se naučil, jak hrát tuto obrácenou verzi, a po nahrání, ho obrátil ještě jednou. To mělo za následek sólo jako na původní nahrávce, ale s jedinečným zvukem. Takovou techniku můžeme slyšet také od George Harrisona v písni "I'm Only Sleeping" od Beatles. John Petrucci také napsal text k písni.

### The Great Debate
"The Great Debate" byla původně zamýšlena jako píseň zabývající se tématem výzkumu kmenových buněk pod názvem "Conflict at Ground Zero". Název byl ale změněn na poslední chvíli z důvodu teroristického útoku 9/11 v New Yorku. John Petrucci a Mike Portnoy byli v té době ve studiu na Manhattanu provádějící konečné mixy alba a na poslední chvíli udělali změnu, protože všechna zpravodajství začala nazývat místo útoku jako "Ground Zero".

### Disappear
Druhý text na albu od Jamese LaBrie. Píseň je o tématu smrti. Původní název byl "Move On".

### Six Degrees of Inner Turbulence
Šestá píseň "Six Degrees of Inner Turbulence", která tvoří celý druhý disk, je nejdelší písní Dream Theater. Během nahrávání chtěli vytvořit 20minutovou píseň, ale přicházelo stále více a více nápadů, což mělo za následek zdvojnásobení délky. Uvědomili si, že budou muset zkrátit písně "Disappear " a "Misunderstood ", aby se vešli na jedno CD. Jejich nahrávací společnost byla ale nyní otevřena k myšlence dvojalba, což bylo předtím kapele odepřeno při nahrávání Images and Words a Falling into Infinity. Skladba je rozdělená do osmi částí, zkoumá příběhy šesti jedinců, kteří trpí různými duševními chorobami. Jsou zde zmiňované bipolární a posttraumatické stresové poruchy, schizofrenie, poporodní deprese, autismus a disociativní porucha osobnosti.
Poslední akord "Six Degrees of Inner Turbulence" je ten samý akord, který otevírá píseň "As I Am" na dalším albu Train of Thought, což hudebně propojuje již třetí album v řadě.

## Seznam skladeb

### Disc 1
| Pořadí         | Název                                                                      | Text           | Délka                      |
| -------------- | -------------------------------------------------------------------------- | -------------- | -------------------------- |
| 1.             | The Glass Prison" - "I. Reflection" - "II. Restoration" - "III. Revelation | Portnoy        | 13:52 - 5:54 - 3:44 - 4:14 |
| 2.             | Blind Faith                                                                | James LaBrie   | 10:21                      |
| 3.             | Misunderstood                                                              | Petrucci       | 9:32                       |
| 4.             | The Great Debate                                                           | Petrucci       | 13:46                      |
| 5.             | Disappear                                                                  | LaBrie         | 6:46                       |
| Celková délka: | Celková délka:                                                             | Celková délka: | 54:18                      |

### Disc 2
| Pořadí         | Název | Text                         | Délka        |
| -------------- | --- | ---------------------------- | ------------ |
| 1.             | Six Degrees of Inner Turbulence - "I. Overture" - "II. About to Crash" - "III. War Inside My Head" - "IV. The Test That Stumped Them All" - "V. Goodnight Kiss" - "VI. Solitary Shell" - "VII. About to Crash (Reprise)" - "VIII. Losing Time/Grand Finale | Petrucci, Portnoy - Petrucci | 42:02 - 5:59 |
| Celková délka: | Celková délka: | Celková délka:               | 42:02        |

## Sestava
- James LaBrie - zpěv
- John Petrucci - kytara, doprovodný zpěv, produkce
- John Myung - baskytara
- Jordan Rudess - klávesy
- Mike Portnoy - bicí, doprovodný zpěv, produkce